# Isaac Asimov
Isaac Asimov, geboren als Isaak Judovitsj Ozimov (Russisch: Исаа́к Ю́дович Ози́мов) (Petrovitsji, Rusland, 2 januari 1920 – New York, 6 april 1992) was een Amerikaans schrijver en biochemicus. Hij was een zeer succesvol en vruchtbaar auteur van sciencefiction en van populairwetenschappelijke boeken voor het grote publiek. Hij heeft ongeveer 500 publicaties op zijn naam. Fans noemen hem nog steeds liefkozend The Good Doctor. Hij behoort samen met Arthur C. Clarke en Robert Heinlein tot de 'Grote Drie' van de sciencefictionschrijvers in de 20e eeuw.

## Biografie

### Vroege jaren
Asimov werd geboren in Petrovitsji in Rusland bij de grens met Belarus. Zijn familie emigreerde naar de VS toen hij drie jaar oud was. Hij groeide op in Brooklyn, in de stad New York. Zijn ouders waren van joodse afkomst maar waren vrijzinnig in hun godsdienstige opvattingen. De jonge Isaac kon zich daardoor zonder problemen zelfstandig ontwikkelen tot een 'man van de wereld' en in contact komen met de 'pulp'-SF-tijdschriften uit de jaren 20 en 30 zoals Astounding Science Fiction en Amazing Stories, die zijn interesse in SF aanwakkerden. Het was een gelukkige bijkomstigheid dat zijn ouders, die een snoepwinkeltje annex tijdschriftenwinkel runden tevens deze SF-tijdschriften in hun winkel verkochten. Hij studeerde af aan de Columbia University in 1939 en behaalde daar ook een Ph.D. (doctoraat) in de biochemie (1948). Hij ging werken bij de Universiteit van Boston, waaraan hij verder steeds verbonden bleef. Asimov heeft nooit echt veel gedaan in zijn beroep van biochemicus, afgezien van de oorlogstijd toen hij voor de marine werkte als adviseur. Hij wijdde zich al snel volledig aan het schrijven.

### Foundation
Asimov begon verhalen te publiceren in sciencefiction-tijdschriften in 1939. In 1950 publiceerde hij zijn eerste boek, Pebble in the Sky. Zijn bekendste werk is een trilogie van romans, De Foundation (Foundation), De Foundation en het Imperium (Foundation and Empire), en De Tweede Foundation (Second Foundation) (1951-53), die gaat over de ondergang en heropstanding van een galactisch keizerrijk in de verre toekomst. Dit was duidelijk geïnspireerd op de ondergang van het Romeinse Rijk zoals verhaald door de Britse historicus Edward Gibbon in zijn zesdelige werk Decline and Fall of the Roman Empire (uitgegeven 1776-1788), wat Asimov zelf ook toegaf. Een thema in dit verhaal is bovendien het historicisme: het idee dat de geschiedenis onvermijdelijk een bepaalde loop neemt ongeacht het onvoorspelbare gedrag van individuen, zoals macroscopische objecten in de natuurkunde voldoen aan wetmatigheden ongeacht het onvoorspelbare gedrag van elementaire deeltjes.
In het kort begint het verhaal met de wiskundige Hari Seldon die leeft in de nadagen van het Eerste Galactische Keizerrijk, dat 10.000 jaar bestaan heeft en ongeveer 50.000 jaar in onze toekomst ligt. Hij ontwikkelt de zogenaamde op statistiek gebaseerde 'psychohistorische' wetenschap waarmee langetermijnvoorspellingen te maken zijn over het verloop van toekomstige geschiedenis. Hij ontdekt dat binnen een paar eeuwen het Keizerrijk ten onder zal gaan, wat ook niet meer te voorkomen is, en dat er een periode van dertigduizend jaren van chaos en ellende zal zijn voor er een Tweede Galactisch Imperium ontstaat. Om die periode te verkorten tot duizend jaar sticht Seldon twee geleerdenkolonies, de 'foundations'. Een openbare, de Eerste Foundation en een tweede geheime kolonie, de Tweede Foundation. De Foundationserie gaat over de volgende eeuwen en de problemen die de twee kolonies ondervinden met de buitenwereld en met elkaar.
In de jaren 80 heeft Asimov deze serie uitgebreid. De boeken Hoeksteen van de Foundation (Foundation's Edge, 1982), en De Foundation en Aarde (Foundation and Earth, 1986) waren bedoeld als vervolg op de oorspronkelijke trilogie; de boeken Prelude op de Foundation (Prelude to Foundation, 1988) en De Foundation: Voorwaarts (Forward the Foundation, 1993) spelen zich af vóór de andere boeken uit de reeks.

### Robot
Het tweede thema waar Asimov bekend mee werd waren zijn robotverhalen. In zijn verzameling korte verhalen Ik, Robot (I, Robot) (1950), ontwikkelde hij een aantal gedragsregels die de robots uit zijn verhalen behoorden te volgen. Dit waren de wetten van de robotica, die zowel in de wereld van de sciencefiction als de wetenschappelijke wereld van de cybernetica beroemd zijn geworden. Daarnaast bedacht hij het positronisch brein van de robot. Beide concepten hebben grote invloed gehad op andere sciencefictionschrijvers. In De totale robot (1984) (The Complete Robot (1982)) werden bijna alle robotverhalen gebundeld.

### Overlijden
Asimov overleed op 6 april 1992 in New York. In een door haar geschreven boek, It's Been a Good Life (2002), onthulde zijn weduwe Janet Jeppson Asimov dat hij was gestorven aan aids als gevolg van een transfusie met besmet bloed tijdens een drievoudige bypassoperatie in december 1983. Volgens haar wilden zijn dokters vervolgens niet dat dit feit bekend werd.

## Werk

### Foundation & Robot
Met Prelude to Foundation (1989) legde Asimov een link tussen zijn eerdere robot- en imperiumboeken en het eerste deel van de Foundation-serie. Hierna volgde nog Forward the Foundation (1993) dat na Asimovs overlijden werd gepubliceerd. Met toestemming van zijn erfgenamen zijn hierna nog drie Foundation-boeken gepubliceerd maar geschreven door drie andere SF-schrijvers.

### Andere verhalen
Andere 'robotverhalen' waren The Caves Of Steel (1954), The Naked Sun (1957), The Robots Of Dawn (1983) en Robots and Empire (1985). Zijn andere romans en verzamelingen van kortverhalen zijn The Stars, Like Dust (1951), Het einde van Eeuwigheid (The End of Eternity) (1955), Earth Is Room Enough (1957). Van het korte verhaal The Bicentennial Man is een hierop los gebaseerde film gemaakt met Robin Williams in de hoofdrol. Het boek Reisdoel: menselijk brein (The Human Brain) (1964) is eveneens een aantal malen verfilmd. Zijn Nightfall (1941) heeft de reputatie dat het een van de beste kortverhalen in de sciencefiction is die ooit geschreven zijn, en het is ook verfilmd.

### Populairwetenschappelijk werk
De boeken van Asimov over diverse wetenschappelijke onderwerpen zijn luchtig en met humor geschreven. Zijn onderwerpen bestreken het hele scala van menselijke kennis, je kunt het zo gek niet noemen of Asimov heeft er over geschreven. Van theologie en Bijbelse geschiedenis tot abstracte wiskunde. Een greep uit Asimovs productie:
- The Chemicals of Life (1954),
- Inside the Atom (1956),
- The World of Nitrogen (1958),
- Asimov's guide to science (1960), (wetenschapsgeschiedenis)
- Life and Energy (1962),
- The Neutrino (1966),
- Science, Numbers and I (1968),
- The Dark Ages (1969) Nederlandse vertaling: De Donkere Middeleeuwen (1970),
- Asimov's Guide to Shakespeare: A Guide to Understanding and Enjoying the Works of Shakespeare (1970),
- Our World in Space (1974),
- The Collapsing Universe (1977) (Nederlandse vertaling: Zwarte gaten. Het einde van het heelal?),
- Views of the Universe (1981),
- Change! (1982) (Nederlandse vertaling: Morgen! 71 toekomstbeelden van wetenschap, techniek en maatschappij),
- Asimov's new guide to science (1984), (herziene versie) (wetenschapsgeschiedenis)
- Asimov's guide to Halley's comet (1985) (vertaling: De Komeet van Halley).

Asimov heeft ook drie boekdelen van zijn autobiografie geschreven. In Memory Yet Green (1979), In Joy Still Felt (1980), en I. Asimov: A Memoir (1994).
Verder schreef hij ook diverse essays zoals Thinking About Thinking en Science: Knock Plastic (1967). Zelfs verschenen er van zijn hand enkele detectives, waarvan de serie over de "zwarte weduwnaars" de bekendste is.

## Belangrijkste prijzen
Hugo Award
- The Mule (1996) - novel (Retro Hugo met terugwerkende kracht)
- Foundation serie (1966) - all-time series
- The Gods Themselves (1973) - novel
- The Bicentennial Man (1977) - novelette
- Foundation's Edge (1983) - novel
- Gold (1992) - novelette
- I. Asimov: A Memoir (1995) - nonfiction book

Nebula Award
- The Gods Themselves (1973) - novel
- The Bicentennial Man (1977) - novelette

Nebula Grand Master Award (1986)
Locus Award
- The Gods Themselves (1973) - novel
- Before the Golden Age (1975) - reprint anthology
- The Bicentennial Man (1977) - novelette
- In Joy Still Felt: The Autobiography of Isaac Asimov, 1954-1978 (1981) - related nonfiction book
- Foundation's Edge (1983) - SF novel
- Robot Dreams*  (1987) - short story
- I. Asimov: A Memoir (1995) - nonfiction

Diversen
- Een krater op de planeet Mars werd Asimov genoemd (2009)
- 14 eredoctoraten

## Voetnoten
1. ↑  (en)  Isaac Asimov FAQ op Isaac Asimov Home Page. Gearchiveerd op 13 juli 2023.
2. ↑  (en)  Letter from Janet Asimov op Locus Online.